# Gunfire 76

## Informazioni Generali
I Gunfire 76 sono un nuovo progetto di Joseph Poole, meglio conosciuto come Wednesday 13. I Gunfire 76 sono una band glam rock nata nel 2009 in North Carolina, USA.
Poole ha collaborato con Todd Youth (dei The Chelsea Smiles) per scrivere e registrare l'album con, come menzionato dallo stesso Poole in un'intervista, più sonorità rock e senza l'uso di temi horror. Il 12 agosto 2009 buona parte delle canzoni contenute nell'album Casualites & Tragedies sono state rese disponibili sul myspace della band per permettere ai fans di avere un'idea riguardo alle insolite sonorità toccate dal nuovo progetto di Poole.
L'album è entrato in commercio il 6 ottobre 2009.

## Formazione
- Joseph Poole - voce
- Roman Surman - chitarra
- Jack Tankersley - chitarra
- Nate Manor - basso
- Rob Hammersmith - batteria

## Discografia
- 2009: Casualites & Tragedies